# Тихвински рејон
Тихвински рејон (рус. Тихвинский район) административно-територијална је јединица другог нивоа и општински рејон у југоисточном делу Лењинградске области, на северозападу европског дела Руске Федерације.
Административни центар рејона је град Тихвин. Према проценама националне статистичке службе Русије за 2014, на територији рејона су живела 70.692 становника или у просеку око 10,07 ст/км².

## Географија
Тихвински рејон смештен је у југоисточном делу Лењинградске области, и обухвата територију површине 7.018 км², што чини 8,1% рејонске територије, и по том параметру налази се на 4. месту међу 17 рејона у области. На истоку се граничи са Вологодском облашћу, док је на крајњем југу Љубитински рејон Новгородске области. Од рејона Лењинградске области граничи се са Бокситогорским на југоистоку, на североистоку је Подпорошки, северу Лодејнопољски, а на северозападу и западу Волховски рејон. На југозападу је граница према Киришком рејону. Административни центар рејона град Тихвин од Санкт Петербурга је удаљен 215 километара.
На крајњем истоку рејона рељеф је благо заталасан, са надморским висинама преко 200 метара. То је подручје Вепског побрђа (микроцелина знатно пространијег Валдајског побрђа). Идући ка западу надморске висине постепено опадају, а рејонска територија поприма равничарски карактер. Најважнији водотоци су Паша, Сјас и Тихвинка.

## Историја
Тихвински рејон успостављен је у августу 1927. године као једна од административних јединица тадашњег Лењинградског округа Лењинградске области. У његов састав је поред града Тихвина ушло и још 36 сеоских совјета. У јулу 1952. из Тихвинског рејона је издвојена територија Бокситогорског рејона који је постао засебна административна целина.

## Демографија и административна подела
Према подацима пописа становништва из 2010. на територији рејона је живело укупно 70.988 становника, док су према процени из 2014. ту живела 70.692 становника, или у просеку 10,07 ст/км². По броју становника Тихвински рејон се налази на 9. месту у области, са нешто мање од 4% укупне популације области.
| 1959.  | 1970.  | 1979.  | 1989.  | 2002.  | 2010.  | 2014.   |
| ------ | ------ | ------ | ------ | ------ | ------ | ------- |
| 15.748 | 24.503 | 19.358 | 17.104 | 14.637 | 70.988 | 70.692* |

Напомена: * Према процени националне статистичке службе. У пописима старијим од оног 2010. у број становника рејона нису урачунати становници града Тихвина који је имао засебан статус.
На подручју рејона постоји укупно 198 насељених места, а рејонска територија је подељена на 9 другостепених општина (1 урбана и 8 руралних). Административни центар рејона је град Тихвин који је уједно и једино градско насеље у рејону, и у њему живе око 62.000 становника. У североисточном делу рејона живе мање групе угро-финских Вепса.